# Elecciones parlamentarias de Irán de 1984
Las elecciones parlamentarias de Irán se celebraron el 15 de abril de 1984, con una segunda vuelta el 17 de mayo. Gran parte de los escaños quedaron en manos de los independientes, el Partido de la República Islámica ocupó los escaños restantes. La participación electoral fue de un 65.1% en la primera vuelta.
El Movimiento de la Libertad de Irán declaró que iba a boicotear las elecciones, después de que su sede fuese atacada y las autoridades no permitieran que el partido realizase dos mítines.

## Resultados
| Partido                          | Votos      | %    | Escaños | +/– |
| -------------------------------- | ---------- | ---- | ------- | --- |
| Partido de la República Islámica |            |      | 130     | +45 |
| Independientes                   |            |      | 140     | 0   |
| Votos en blanco/nulos            | –          | –    | –       | –   |
| Total                            | 15.815.986 | 100  | 270     | 0   |
| Participación electoral          | 24.300.000 | 65.1 | –       | –   |
| Fuente: Nohlen et al.            |            |      |         |     |